# HMS Indefatigable (1909)
HMS Indefatigable là một tàu chiến-tuần dương của Hải quân Hoàng gia Anh Quốc, là chiếc dẫn đầu của lớp Indefatigable, một phiên bản mở rộng so với lớp Invincible dẫn trước, được cải thiện cách sắp xếp bảo vệ và kéo dài thân tàu để hai tháp pháo giữa tàu có thể bắn được cả hai bên mạn. Indefatigable được đặt lườn vào năm 1909 và đưa ra hoạt động vào năm 1911.
Khi Chiến tranh Thế giới thứ nhất mở màn, Indefatigable phục vụ cùng với Hải đội Tàu chiến-Tuần dương 2 tại Địa Trung Hải, nơi nó săn đuổi không thành công tàu chiến-tuần dương Goeben và tàu tuần dương hạng nhẹ Breslau của Hải quân Đế quốc Đức khi chúng thoát về hướng Đế quốc Ottoman. Con tàu đã bắn phá các pháo đài Thổ Nhĩ Kỳ phòng thủ eo biển Dardanelles vào ngày 3 tháng 11 năm 1914, rồi sau một đợt tái trang bị tại Malta, đã quay trở về Anh vào tháng 2 năm 1915 nơi nó tái gia nhập Hải đội Tàu chiến-Tuần dương 2.
Indefatigable bị đánh chìm vào ngày 31 tháng 5 năm 1916 trong trận Jutland, trận hải chiến lớn nhất của cuộc chiến tranh. Trong thành phần Hạm đội Tàu chiến-Tuần dương dưới quyền chỉ huy của Phó Đô đốc Sir David Beatty, nó bị bắn trúng nhiều phát ngay những phút đầu tiên của đợt "Chạy về phía Nam", giai đoạn mở đầu của trận chiến. Những phát đạn pháo từ tàu chiến-tuần dương Đức Von der Tann đã gây một vụ nổ làm thủng một lỗ lớn trên lườn tàu, và một vụ nổ thứ hai làm tung những mảnh lớn của con tàu lên cao 200 ft (61 m). Chỉ có ba người trong tổng số 1.017 thành viên thủy thủ đoàn sống sót.

## Thiết kế và chế tạo

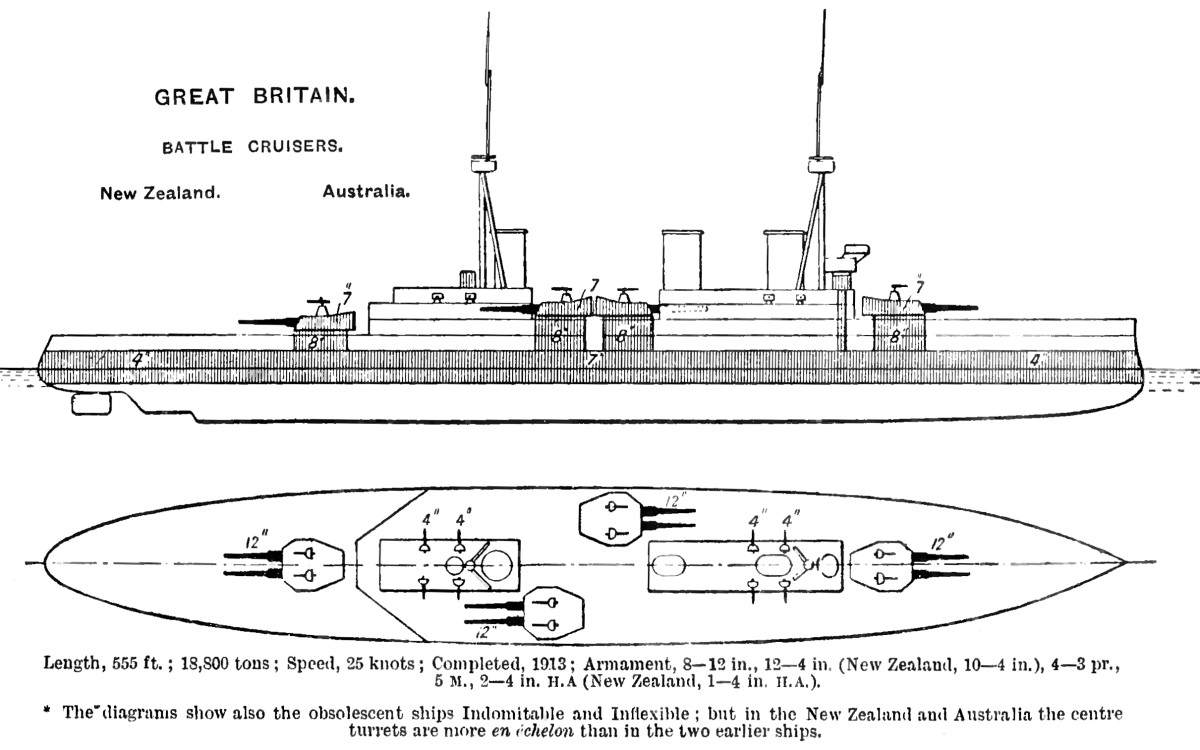
Sơ đồ mạn phải và sàn tàu như được mô tả trong Niên giám Hải quân Brassey 1923

Kể từ khi ba chiếc thuộc lớp Invincible được chế tạo vào năm 1905, đã không có chiếc tàu chiến-tuần dương nào được đóng thêm cho đến khi Indefatigable trở thành chiếc tàu chiến-tuần dương duy nhất được đóng trong Chương trình Hải quân 1908–1909. Một chính phủ mới thuộc Đảng Tự do lên nắm quyền vào tháng 1 năm 1906 đã yêu cầu cắt giảm chi tiêu hải quân, và Bộ Hải quân Anh đã đề xuất một kế hoạch được cắt giảm, yêu cầu đóng mới thiết giáp hạm dreadnought nhưng không có chiếc tàu chiến-tuần dương nào. Nội các đã bác bỏ đề nghị này, thay bằng hai tàu tuần dương bọc thép đã lạc hậu, nhưng cuối cùng đồng ý với đề xuất đóng một tàu chiến-tuần dương thay thế, sau khi Bộ Hải quân đã chỉ ra nhu cầu phải bắt kịp kế hoạch chế tạo hải quân của Đức vừa mới được công bố, cũng như duy trì nền công nghiệp pháo hạng nặng và chế tạo vỏ giáp của Anh Quốc. Thiết kế sơ thảo của Indefatigable được chuẩn bị vào tháng 3 năm 1908, và thiết kế sau cùng, hơi lớn hơn so với Invincible và cải thiện cách sắp xếp bảo vệ, được chấp thuận vào tháng 11 năm 1908. Một thiết kế lớn hơn với vỏ giáp và sự bảo vệ dưới nước tốt hơn đã bị loại bỏ do quá tốn kém.
Indefatigable có chiều dài chung 590 ft (179,8 m), mạn thuyền rộng 80 ft (24,4 m), và độ sâu của mớn nước là 29 ft 9 in (9,1 m) khi đầy tải nặng. Các con tàu có trọng lượng choán nước là 18.500 tấn Anh (18.800 t), và lên đến 22.130 tấn Anh (22.490 t)  khi đầy tải nặng. Các turbine của nó được thiết kế để cung cấp công suất 43.000 mã lực càng (32.065 kW), nhưng đã đạt đến trên 55.000 shp (41.013 kW) ở chế độ cưỡng bức khi chạy thử máy vào năm 1911. Nó được thiết kế để có được tốc độ 25,8 hải lý trên giờ (47,8 km/h; 29,7 mph), nhưng đã đạt đến 26,89 hải lý trên giờ (49,80 km/h; 30,94 mph) khi chạy thử máy.
Dàn pháo chính của Indefatigable bao gồm tám khẩu pháo BL 12 in (300 mm) Mark X đặt trên bốn tháp pháo nòng đôi BVIII* vận hành bằng thủy lực. Hai tháp pháo tận cùng phía trước và phía sau được bố trí trên trục dọc và được đặt tên lần lượt là 'A' và 'X'. Hai tháp pháo bên mạn 'P' và 'Q' được đặt so le giữa tàu theo hình thang giữa các ống khói, tháp pháo 'P' bên mạn trái và thường hướng ra trước trong khi tháp pháo 'Q' bên mạn phải và thường hướng ra sau; khả năng bắn chéo qua mạn có một số giới hạn. Dàn pháo hạng hai của chúng bao gồm mười sáu khẩu BL 4 in (100 mm) Mk VII được đặt trên cấu trúc thượng tầng. Nó cũng được trang bị hai ống phóng ngư lôi ngầm 17,7 inch (450 mm) hai bên mạn, phía sau tháp pháo 'X', và mang theo 12 quả ngư lôi.
Indefatigable độc đáo so với các tàu chiến-tuần dương Anh khác do có một tháp quan sát và tín hiệu bọc thép đặt sau tháp chỉ huy, được bảo vệ bởi vỏ giáp dày 4 inch (102 mm). Tuy nhiên, tháp quan sát này ít được sử dụng do tầm nhìn bị che khuất bởi tháp chỉ huy phía trước và cột ăn-ten cùng cấu trúc thượng tầng phía sau nó. Trong một đợt tái trang bị trước chiến tranh, một máy đo tầm xa 9 foot (2,7 m) được bổ sung trên nóc tháp pháo 'A', và tháp pháo này được trang bị để điều khiển toàn bộ dàn pháo chính như một hệ thống dự phòng cho bộ điều khiển hỏa lực chính.

### Cải biến trong chiến tranh
Indefatigable nhận được một khẩu QF 3 inch 20 cwt phòng không trên bệ MkII góc cao vào đợt tái trang bị tháng 3 năm 1915. Nó được cung cấp 500 quả đạn. Tất cả các khẩu pháo 4 inch được đặt trong các tháp pháo ụ và được che chắn trong một đợt tái trang bị vào tháng 11 năm 1915 để bảo vệ khẩu đội khỏi thời tiết và hoạt động của đối phương, mặc dù hai khẩu tận cùng phía đuôi được tháo dỡ vào lúc đó.
Nó được bổ sung một hệ thống kiểm soát hỏa lực trong giai đoạn từ giữa năm 1915 đến tháng 5 năm 1916, tập trung việc điều khiển dàn pháo chính vào tay sĩ quan chỉ huy hỏa lực. Các pháo thủ tại tháp pháo chỉ cần làm theo các chỉ dẫn về góc nâng và góc xoay bằng con trỏ để hướng khẩu pháo đến mục tiêu. Điều này giúp cải thiện đáng kể độ chính xác nhờ hạn chế ảnh hưởng của sự chòng chành con tàu trên sự phân tán của đạn pháo bắn rời rạc; ngoài ra sĩ quan chỉ huy cũng dễ dàng trinh sát điểm rơi của đạn pháo.

## Lịch sử hoạt động

### Trước chiến tranh
Indefatigable được đặt lườn tại Xưởng tàu Devonport tại Plymouth vào ngày 23 tháng 2 năm 1909. Nó được hạ thủy vào ngày 28 tháng 10 năm 1909 và được hoàn tất vào ngày 24 tháng 2 năm 1911. Khi được đưa ra hoạt động, thoạt tiên Indefatigable được phân về Hải đội Tuần dương 1 thuộc Hạm đội Nhà, vốn được đổi tên thành Hải đội Tàu chiến-Tuần dương 1 vào tháng 1 năm 1913. Nó được chuyển sang Địa Trung Hải vào tháng 12 năm 1913, nơi nó gia nhập Hải đội Tàu chiến-Tuần dương 2 thuộc Hạm đội Địa Trung Hải.

### Săn đuổiGoebenvàBreslau
Indefatigable, có tàu chiến-tuần dương Indomitable và Inflexible tháp tùng và dưới quyền chỉ huy của Đô đốc Archibald Berkeley Milne, đã đụng độ với tàu chiến-tuần dương Goeben và tàu tuần dương hạng nhẹ Breslau vào sáng ngày 4 tháng 8 năm 1914, vốn đang hướng về phía Đông sau một đợt bắn phá qua loa cảng Philippeville ở Algérie thuộc Pháp; nhưng khi đó Anh chưa chính thức ở trong tình trạng chiến tranh với Đức, nên Milne chỉ dõi theo các con tàu Đức lúc chúng quay trở lại Messina để tiếp than. Cả ba chiếc tàu chiến-tuần dương đều gặp trục trặc về nồi hơi, và Goeben cùng Breslau đã có thể thoát được sự bám đuổi và đến được Messina vào sáng ngày 5 tháng 8. Vào lúc này chiến tranh đã được tuyên bố sau khi Đức xâm chiếm Bỉ, nhưng một mệnh lệnh của Bộ Hải quân chỉ thị phải tôn trọng sự trung lập của Ý và ở bên ngoài giới hạn sáu dặm (10 km) từ bờ biển Ý đã loại trừ việc tiến vào lối băng qua eo biển Messina, nơi chúng có thể trực tiếp quan sát cảng. Vì vậy Milne bố trí Inflexible và Indefatigable ở lối ra vào phía Bắc của eo biển Messina, nghĩ rằng lực lượng Đức sẽ thoát ra về phía Tây nơi chúng có thể tấn công các tàu vận chuyển binh lính Pháp, chỉ đặt tàu tuần dương hạng nhẹ Gloucester canh chừng ở lối ra vào phía Nam; đồng thời gửi Indomitable đi tiếp than tại Bizerte, nơi nó có thể bố trí tốt hơn nhằm đáp trả nếu như các tàu Đức tiến vào khu vực Tây Địa Trung Hải.
Lực lượng Đức khởi hành từ Messina vào ngày 6 tháng 8 hướng sang phía Đông về phía Constantinopolis, có Gloucester bám theo. Vẫn dự đoán rằng Chuẩn Đô đốc Wilhelm Souchon sẽ quay mũi sang phía Tây, Milne giữ các tàu chiến-tuần dương ở lại Malta cho đến sau nữa đêm ngày 8 tháng 8, khi ông lên đường hướng đến mũi Matapan, nơi Goeben bị phát hiện tám giờ trước đó, với một tốc độ nhàn nhã 12 hải lý trên giờ (22 km/h). Đến 14 giờ 30 phút, ông nhận được một thông báo sai lầm từ Bộ Hải quân rằng Anh đã trong tình trạng chiến tranh với Áo-Hung, thực ra chiến tranh chỉ được chính thức tuyên bố vào ngày 12 tháng 8 và chỉ thị bị hủy bỏ bốn giờ sau đó, nhưng Milne vẫn giữ lại mệnh lệnh canh chừng biển Adriatic đề phòng lực lượng Áo thoát ra hơn là truy tìm Goeben. Cuối cùng vào ngày 9 tháng 8, Milne nhận được mệnh lệnh rõ ràng "Truy đuổi Goeben đã vượt qua mũi Matapan vào ngày 7 tháng 8 theo hướng Đông Bắc." Milne vẫn không tin là Souchon hướng đến eo biển Dardanelles, nên ông kiên quyết canh phòng lối ra vào biển Aegean, không biết rằng Goeben không có ý định vượt ra ngoài.
Ngày 3 tháng 11 năm 1914, Bộ trưởng Hải quân Winston Churchill ra lệnh cho cuộc tấn công đầu tiên của Anh vào Dardanelles sau khi xung đột nổ ra giữa Đế quốc Ottoman và Đế quốc Nga. Cuộc tấn công được tiến hành bởi Indomitable và Indefatigable cùng các thiết giáp hạm tiền-dreadnought Pháp Suffren và Vérité, với mục đích thăm dò các công sự phòng thủ và các biện pháp đáp trả của Thổ Nhĩ Kỳ. Kết quả tỏ ra khá thuyết phục; trong vòng 20 phút bắn phá, một quả đạn pháo đã đánh trúng hầm đạn của pháo đài Sedd el Bahr tại mũi bán đảo Gallipoli, loại khỏi vòng chiến (nhưng không phá hủy) 10 khẩu pháo và khiến 86 binh lính Thổ Nhĩ Kỳ thiệt mạng. Kết quả đáng kể nhất là thu hút sự chú ý của Thổ Nhĩ Kỳ vào việc tăng cường phòng thủ và mở rộng các bãi mìn. Cuộc tấn công này thực sự đã diễn ra trước khi có lời tuyên chiến chính thức từ phía Anh đối với Đế quốc Ottoman, vốn chỉ xảy ra vào ngày 6 tháng 11. Indefatigable tiếp tục ở lại Địa Trung Hải cho đến khi nó được Inflexible thay phiên vào ngày 24 tháng 1 năm 1915, và đi đến Malta để tái trang bị. Sau khi hoàn tất, nó lên đường đi Anh Quốc vào ngày 14 tháng 2, nơi nó gia nhập Hải đội Tàu chiến-Tuần dương 2. Con tàu tiến hành các cuộc tuần tra bình yên tại Bắc Hải trong một năm rưỡi tiếp theo sau, tạm thời đảm nhiệm vai trò soái hạm Hải đội Tàu chiến-Tuần dương 2 từ tháng 4 đến tháng 5 năm 1916 khi chiếc tàu chị em HMAS Australia phải sửa chữa do va chạm vào ngày 22 tháng 4 với một tàu chị em khác là New Zealand.

### Trận Jutland

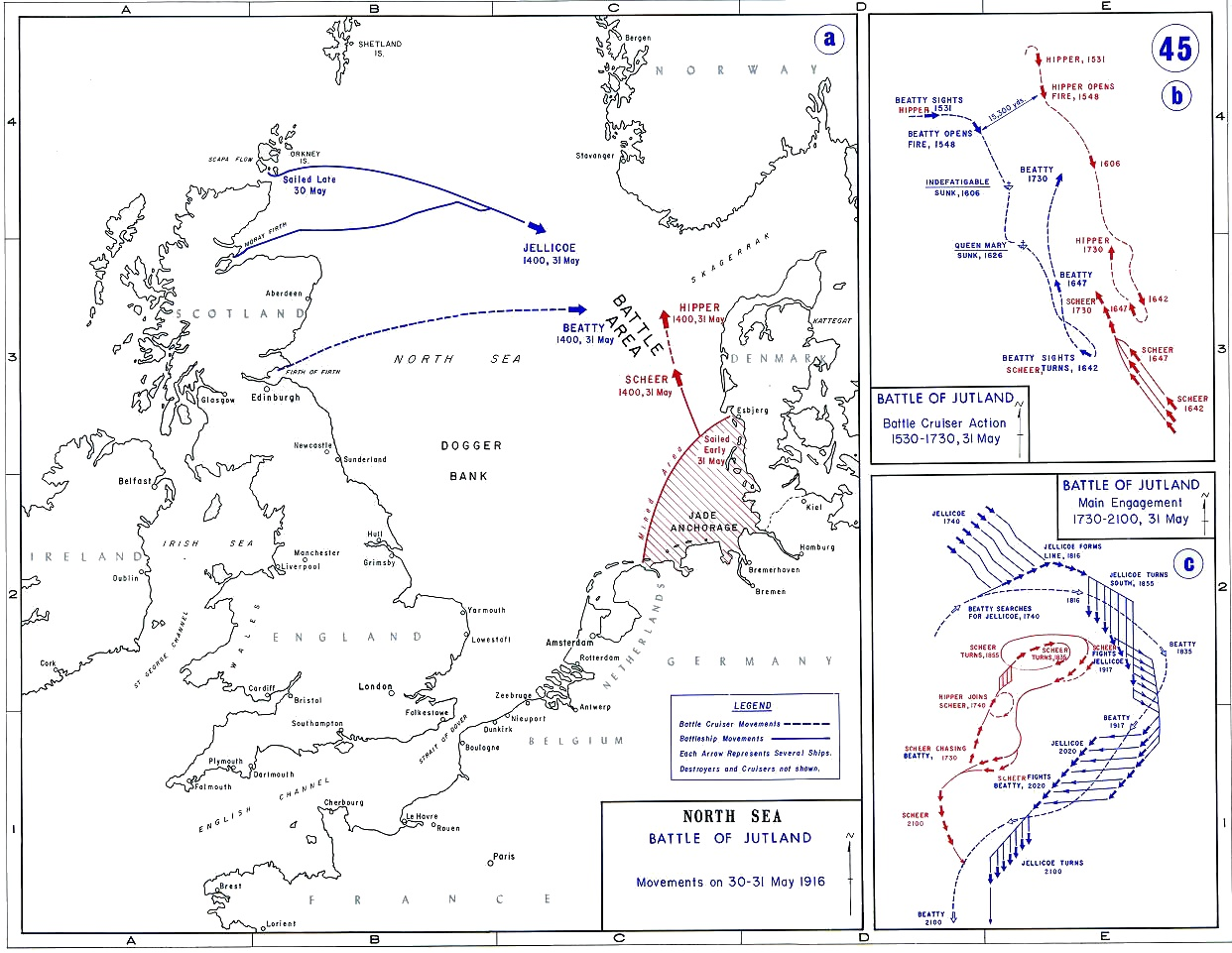
Sơ đồ trận Jutland mô tả các cuộc di chuyển chủ yếu

Vào ngày 31 tháng 5 năm 1916, Hải đội Tàu chiến-Tuần dương 2 bao gồm Indefatigable và New Zealand (soái hạm của Chuẩn Đô đốc William Christopher Pakenham), do Australia còn đang được sửa chữa sau vụ va chạm với New Zealand. Chúng được phân về Hạm đội Tàu chiến-Tuần dương dưới quyền Đô đốc Beatty để đánh chặn một cuộc tiến quân của Hạm đội Biển khơi Đức vào Bắc Hải. Người Anh đã có thể giải mã các thông điệp vô tuyến của Đức, và đã rời căn cứ trước khi Hạm đội Đức ra khơi. Các tàu chiến-tuần dương của Hipper đã nhìn thấy Hải đội Tàu chiến-Tuần dương Anh về phía Tây lúc 15 giờ 20 phút, nhưng các con tàu của Beaty đã không nhìn thấy đối thủ ở phía Đông cho đến 15 giờ 30 phút. Hầu như ngay sau đó, lúc 15 giờ 32 phút, Beaty ra lệnh đổi hướng về phía Đông Đông Nam chắn ngang đường rút lui của Hạm đội Đức và truyền lệnh sẵn sàng tác chiến. Ông cũng ra lệnh cho Hải đội 2, vốn đang ở vị trí dẫn đầu, lui xuống phía sau Hải đội 1. Hipper ra lệnh cho các con tàu dưới quyền bẻ lái sang mạn phải, tách xa lực lượng Anh, hầu như 180°, theo hướng Đông Nam, và giảm tốc độ xuống còn 18 hải lý trên giờ (33 km/h; 21 mph), cho phép ba tàu tuần dương hạng nhẹ thuộc Đội tuần tiễu 2 có thể bắt kịp. Với cú đổi hướng này, Hipper quay trở lại thành phần chủ lực của Hạm đội Biển khơi, lúc đó còn cách 60 dặm (97 km) về phía sau. Vào khoảng thời gian này, Beatty đổi hướng về phía Đông, vì rõ ràng là ông ở quá xa về phía Bắc để có thể cắt ngang hướng đi của Hipper.
Đến đây bắt đầu một quá trình được gọi là đợt "Chạy về phía Nam" khi Beatty đổi hướng sang Đông Đông Nam lúc 15 giờ 45 phút, song song với hướng đi của Hipper, giờ đây ở khoảng cách dưới 18.000 thước Anh (16.000 m). Phía Đức khai hỏa trước tiên lúc 15 giờ 48 phút, và được phía Anh đáp trả. Các con tàu Anh vẫn đang còn trong quá trình đổi hướng, chỉ có hai chiếc dẫn đầu đội hình là Lion và Princess Royal ổn định được hướng đi khi các tàu Đức nổ súng. Đội hình phía Anh được sắp theo hình thang lệch sang phải với Indefatigable ở phía cuối và xa nhất về phía Tây, trong khi New Zealand dẫn trước nó và hơi lệch về phía Đông. Hỏa lực của phía Đức khá chính xác ngay từ đầu, còn phía Anh đã ước lượng quá xa khoảng cách khi các con tàu Đức lẫn khuất trong làn sương mù. Indefatigable nhắm vào Von der Tann còn New Zealand nhắm vào Moltke trong khi bản thân nó không bị đối địch. Đến 15 giờ 54 phút, khoảng cách giữa hai bên được rút ngắn xuống còn 12.900 thước Anh (11.800 m), và Beatty ra lệnh bẻ lái 2 point (22,5°) sang mạn phải để gia tăng khoảng cách giữa hai bên lúc 15 giờ 57 phút. 

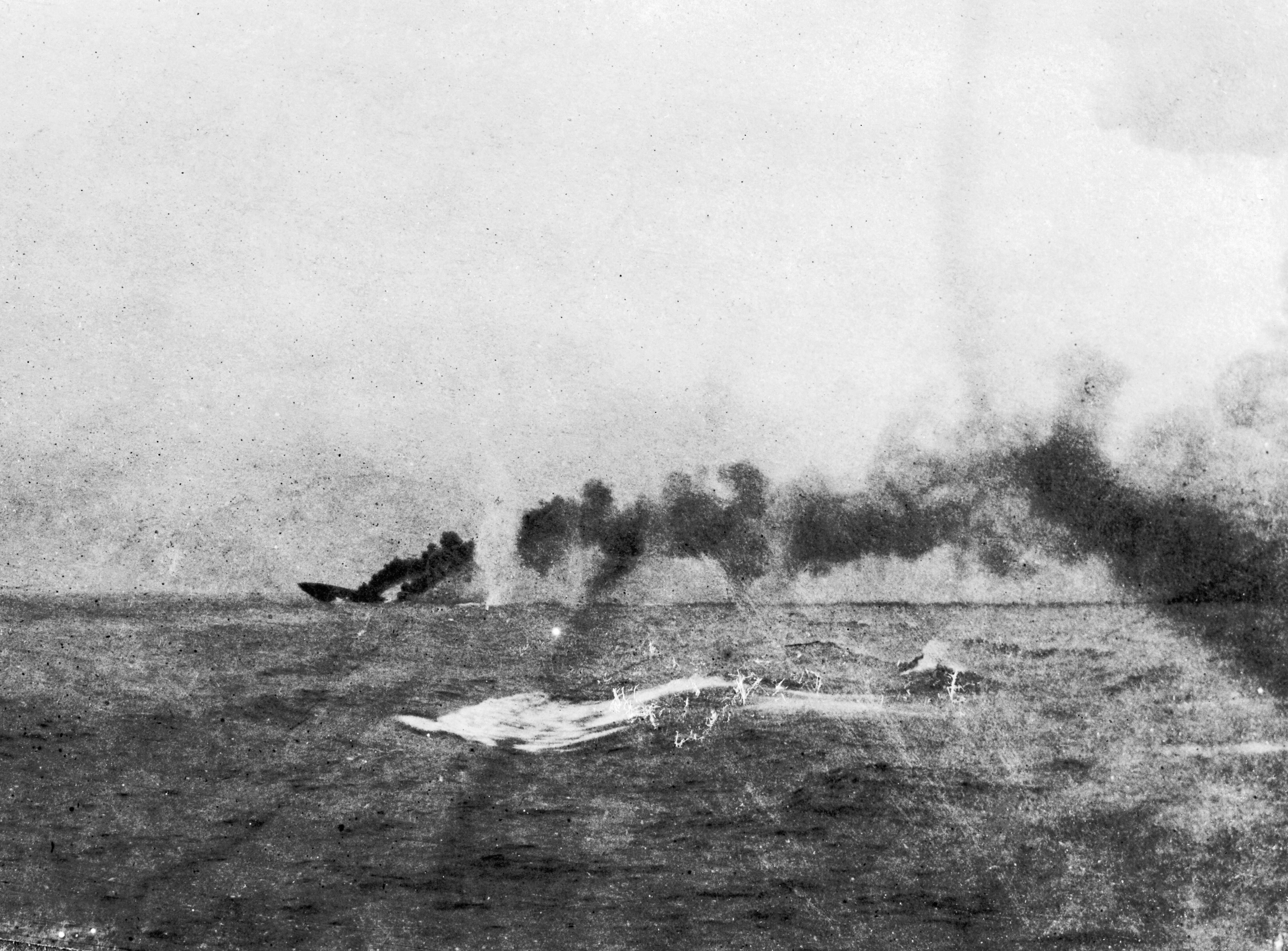
Indefatigable đang chìm ở phía xa trong Trận Jutland

Lúc khoảng 16 giờ 00, Indefatigable bị Von der Tann bắn trúng hai hoặc ba phát đạn pháo chung quanh tháp pháo đuôi, và tháp pháo hầu như bị lật tung sang mạn phải; con tàu bị tách ra khỏi đội hình và bị chìm phần đuôi và nghiêng sang mạn trái. Nó bị bắn trúng tiếp hai phát nữa trong loạt đạn pháo tiếp theo, một trúng sàn phía trước và một vào tháp pháo phía trước, và nổ tung lúc 16 giờ 03 phút khi hầm đạn phát nổ. Khói và lửa bốc lên từ phần trước của con tàu, và những mảnh lớn bị tung lên không trung đến 200 foot (61,0 m). Nguyên nhân có thể đưa đến tổn thất nó là do vụ nổ sâu bên dưới hầm đạn tháp pháo 'X' làm thủng đáy tàu và làm hỏng trục điều khiển giữa động cơ bẻ lái và bánh lái, được tiếp nối bằng vụ nổ hầm đạn phía trước trong loạt đạn pháo thứ hai. Von der Tann chỉ bắn có 52 quả đạn pháo 28 cm (11 in) nhắm vào Indefatigable trước khi mục tiêu nổ tung. Trong số 1.017 thành viên thủy thủ đoàn chỉ có ba người sống sót. Lúc còn ở dưới nước, hai người sống sót đã trông thấy Thuyền trưởng C. F. Sowerby, vốn bị thương nặng và qua đời trước khi được cứu. Hai thủy thủ Elliott và Falmer được tàu phóng lôi Đức S68 cứu vớt. Một người thứ ba, Bowyer, cũng được một tàu Đức khác cứu vớt nhưng tên con tàu đã không được ghi chép lại.

## Di sản
Cùng với các xác tàu đắm khác trong trận Jutland, Indefatigable được tuyên bố như là một "địa điểm được bảo vệ" theo Luật bảo vệ di sản Hải quân 1986, nhằm ngăn chặn sự xâm phạm đến nơi an nghỉ của 1.014 thành viên thủy thủ. Núi Indefatigable trong dãy Canadian Rockies được đặt tên theo chiếc tàu chiến-tuần dương vào năm 1917.